# Huequenia
Huequenia is een kevergeslacht uit de familie van de boktorren (Cerambycidae). De wetenschappelijke naam van het geslacht werd voor het eerst geldig gepubliceerd in 1986 door Cerda.

## Soorten
Huequenia omvat de volgende soorten:
- Huequenia araucana (Cerda, 1980)
- Huequenia livida (Germain, 1898)